# О подборе и выдвижении кадров в искусстве
«О подборе и выдвижении кадров в искусстве» — докладная записка начальника Управления агитации и пропаганды ЦК ВКП(б) Георгия Александрова, направленная 17 августа 1942 года секретарям ЦК Маленкову, Щербакову и Андрееву. Эта записка стала стартом антиеврейской «чистки» в сфере искусства, науки и культуры.

## Предыстория
Элементы антисемитизма появились в советской внутренней политике в конце 1930-х годов в процессе сближения с нацистской Германией. Знаковым событием стало увольнение с поста наркома иностранных дел Максима Литвинова, который был известен яркими антинацистскими выступлениями в Лиге наций. Сменивший Литвинова Молотов провёл в НКИД «расовую чистку», заявив сотрудникам: «Мы навсегда покончим здесь с синагогой». Вернувшийся из Москвы Риббентроп докладывал Гитлеру, что Сталин высказал в разговорах с ним решимость покончить с «еврейским засильем», прежде всего среди интеллигенции. Некоторые евреи-коммунисты, бежавшие из Германии, были выданы нацистам.
В дальнейшем первая попытка кампании, направленной против еврейской интеллигенции, была предпринята в 1940 году после назначения Георгия Александрова на должность начальника Управления агитации и пропаганды ЦК ВКП(б). Вдвоем с Александром Щербаковым, который стал секретарем ЦК в мае 1941 года, они, по выражению историка Геннадия Костырченко, внесли «существенный вклад в антисемитизацию власти». Однако эта первая попытка, направленная против сотрудников Института мирового хозяйства и мировой политики не увенчалась успехом и дальнейшие инициативы были отложены.
Новую попытку провести антиеврейскую «чистку» в 1942 году Костырченко связал с критической ситуацией на фронте и вызванным ею усилением патриотической пропаганды.

## Авторы документа
Под документом стояли две подписи:
- Георгий Александров (1908—1961) — начальник Управления агитации и пропаганды. В дальнейшем активно участвовал в кампании по борьбе с космполитизмом, в будущем академик АН СССР и министр культуры СССР, был снят с должности при Хрущёве в связи с сексуальным скандалом.
- Татьяна Зуева (1905—1969) — заведующая отделом культурно-просветительных учреждений Управления агитации и пропаганды ЦК ВКП(б), в будущем заместитель председателя Совета Министров РСФСР, и тоже министр культуры, но РСФСР.

## Содержание записки
Записка содержала критику засилья «нерусских» в сфере искусства с перечислением еврейских фамилий. В управлении Александрова евреев называли «национальными нигилистами» и «разрушителями русских культурных ценностей», которые не могут постичь сущности русской культуры. С помощью тенденциозно подобранных фактов документ доказывал, что в советском искусстве существует засилье евреев, которые не дают ходу русским талантам.
В Большом театре, названном в записке «центром и вышкой русской музыкальной культуры и оперного искусства СССР», по словам авторов записки сложился «целиком нерусский» «руководящий состав». В Московской консерватории «почти полностью находится в руках нерусских людей»: директор Гольденвейзер — «еврей, его заместитель Столяров — еврей <…> основные кафедры в консерватории (фортепиано, скрипка, пение, история музыки находятся в руках евреев: Фейнберга, Ямпольского, Мострас, Дорлиак, Гедике, Пекелиса и др.» В Московской филармонии по их заявлению были обнаружены «вопиющие извращения национальной политики», где все вопросы решал «делец… беспартийный Локшин — еврей, и группа его приближенных администраторов-евреев: Гинзбург, Векслер, Арканов и др.»
Авторы утверждали, что «отсутствие правильной и твердой партийной линии в деле развития советского искусства в Комитете по делам искусств при СНК СССР и имеющийся самотек в работе учреждений искусства привели к извращениям политики партии в деле подбора, выдвижения и воспитания руководящего состава учреждений искусства, а также вокалистов, музыкантов, режиссеров, критиков и поставили наши театры и музыкальные учреждения в крайне тяжелое положение».
Записка завершалась требованием «вменить в обязанность Комитету по делам искусств при СНК СССР проводить последовательную и неуклонно правильную политику в области искусства», для чего предлагалось «разработать мероприятия по подготовке и выдвижению русских кадров» и «провести уже сейчас частичное обновление руководящих кадров в ряде учреждений искусства». Как писал немецкий историк Арно Люстигер, это понималось как призыв к увольнению евреев.

## Чистка
Записка Александрова стала стартом антиеврейской «чистки» в сфере искусства, науки и культуры и в дальнейшем отразилась на судьбе сотрудников Московской консерватории, «Мосфильма», Большого театра, преподавателей и студентов Литературного института и ряда других учреждений, включая научные. Под благовидными предлогами увольнялись с работы или понижались в должности представители творческой интеллигенции еврейского происхождения. Апогей «чистки» пришелся на 1943 год.
Так, 19 ноября 1942 года председатель Комитета по делам искусств Михаил Храпченко принял решение заменить «имеющего преклонный возраст» Александра Гольденвейзера на посту директора Московской консерватории. Тот же Храпченко 22 мая 1943 года представил Щербакову «Список руководящих работников в области искусства евреев по национальности», содержавшей 14 кандидатов на увольнение, в том числе директоров ведущих московских и ленинградских театров. 24 октября 1942 года начальник Комитета по делам кинематографии Иван Большаков сообщил Щербакову, что он отклонил предложение Сергея Эйзенштейна утвердить Фаину Раневскую на роль княгини Ефросиньи Старицкой в фильме «Иван Грозный», так как «семитские черты у Раневской особенно ярко выступают на крупных планах».
В начале 1943 года Щербаков потребовал от редактора газеты «Красная звезда» Давида Ортенберга «очистить редакцию газеты от евреев», а в июне того же года был снят с поста редактора и сам Ортенберг. Массовая чистка евреев прошла также в Главном политуправлении Краской армии и политуправлениях фронтов.
В ходе процесса против Еврейского антифашистского комитета главный врач Центральной больницы имени Боткина Борис Шимелиович утверждал, что до 1942 года не слышал об антисемитизме в СССР. Но именно в этом году он узнал, что нарком здравоохранения Георгий Митерёв в течение 2,5 месяцев уволил всех евреев, работавших в редакциях медицинских журналов. Первая женщина-академик в СССР Лина Штерн впервые столкнулась с этим явлением весной 1943 года. Работавшему у неё и возглавлявшему кафедру в МГУ профессору Штору ректор университета, сославшись на будто бы принятое постановление правительства, предложил отказаться от руководства кафедрой, поскольку «неудобно, когда в университете Ломоносова у руководства кафедрой стоит еврей».
13 мая 1943 года Я. Гринберг писал Сталину, что «в нашей советской стране в столь суровое время мутная волна отвратительного антисемитизма возродилась и проникла в отдельные советские аппараты и даже партийные организации». В качестве одного примеров упоминалось, что «в Управлении по делам искусств пришлось даже делать подсчет и определять, нарушена ли еврейская норма: четыре еврея на 30 работников аппарата».
При этом кампания носила ограниченный характер. В частности, гонения не затронули оборонно-промышленный комплекс, где евреи на ключевых должностях имели важное значение для победы в войне. В оборонной промышленности антиеврейская «чистка» началась в 1949—1950 годах. Общее число увольнений было невелико, поскольку Сталин понимал, что антисемитская кампания в СССР будет негативно воспринята за рубежом.